# Eumenes quadratus
Eumenes quadratus är en stekelart som beskrevs av Smith 1852. Eumenes quadratus ingår i släktet krukmakargetingar, och familjen Eumenidae.

## Underarter
Arten delas in i följande underarter:
- E. q. obsoletus
- E. q. urainusus